# 入地駅
入地駅（いれじえき）は、茨城県龍ケ崎市入地町にある関東鉄道竜ヶ崎線の駅である。

## 歴史
- 1901年（明治34年）1月1日[1][2]：竜崎鉄道の駅として開業[3]。
- 1944年（昭和19年）5月13日：竜崎鉄道が鹿島参宮鉄道に合併され、同社竜ヶ崎線の駅となる[3]。
- 1965年（昭和40年）6月1日：鹿島参宮鉄道と常総筑波鉄道が合併して関東鉄道が発足し、同社竜ヶ崎線の駅となる[3]。
- 時期不明：交換設備廃止。
- 2009年（平成21年）3月14日：ICカードPASMO供用開始[4][3]。

## 駅構造
竜ヶ崎線唯一の中間駅。無人駅。単式ホーム1面1線を有する地上駅。かつては交換設備を備えた。現在では線路跡らしき所が空き地として残り、ホームに該当する所は住宅となっている。
駅舎はなく、ホーム上にドアのない待合所が置かれている。2009年（平成21年）3月14日にICカードPASMOの供用開始により、ICカード簡易改札機が設置された。出入口ではなく、ホーム上の佐貫方に入出場用の各機が並んで設置されている。ICカードチャージが行える機器・店舗は駅構内・駅前ともに存在しない。
清涼飲料水の自動販売機はあるが、売店・トイレの設備はない。線路脇には「フラワープロジェクト」として関鉄社員が耕したコスモス畑がある。

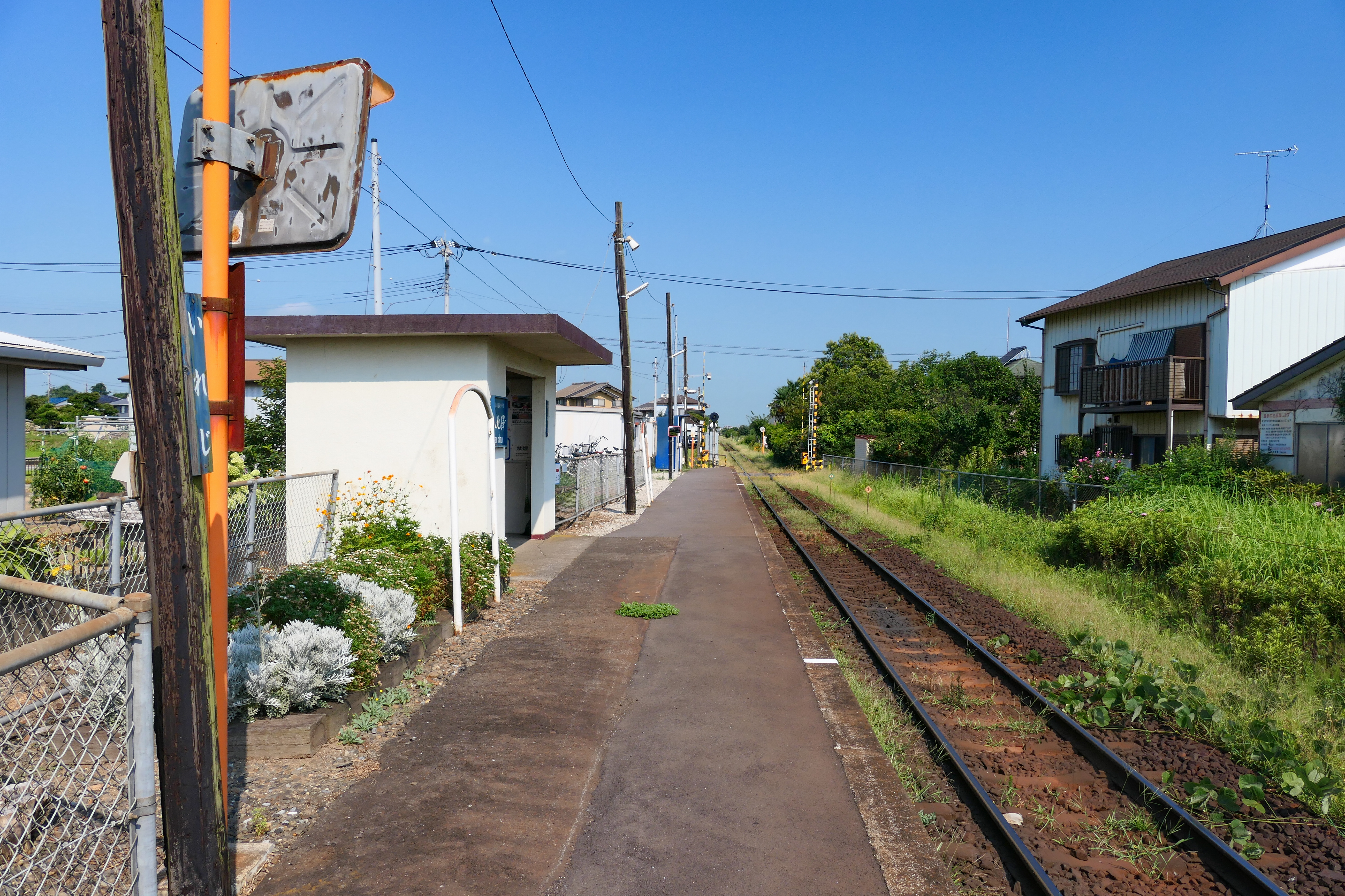
ホーム（2023年7月）
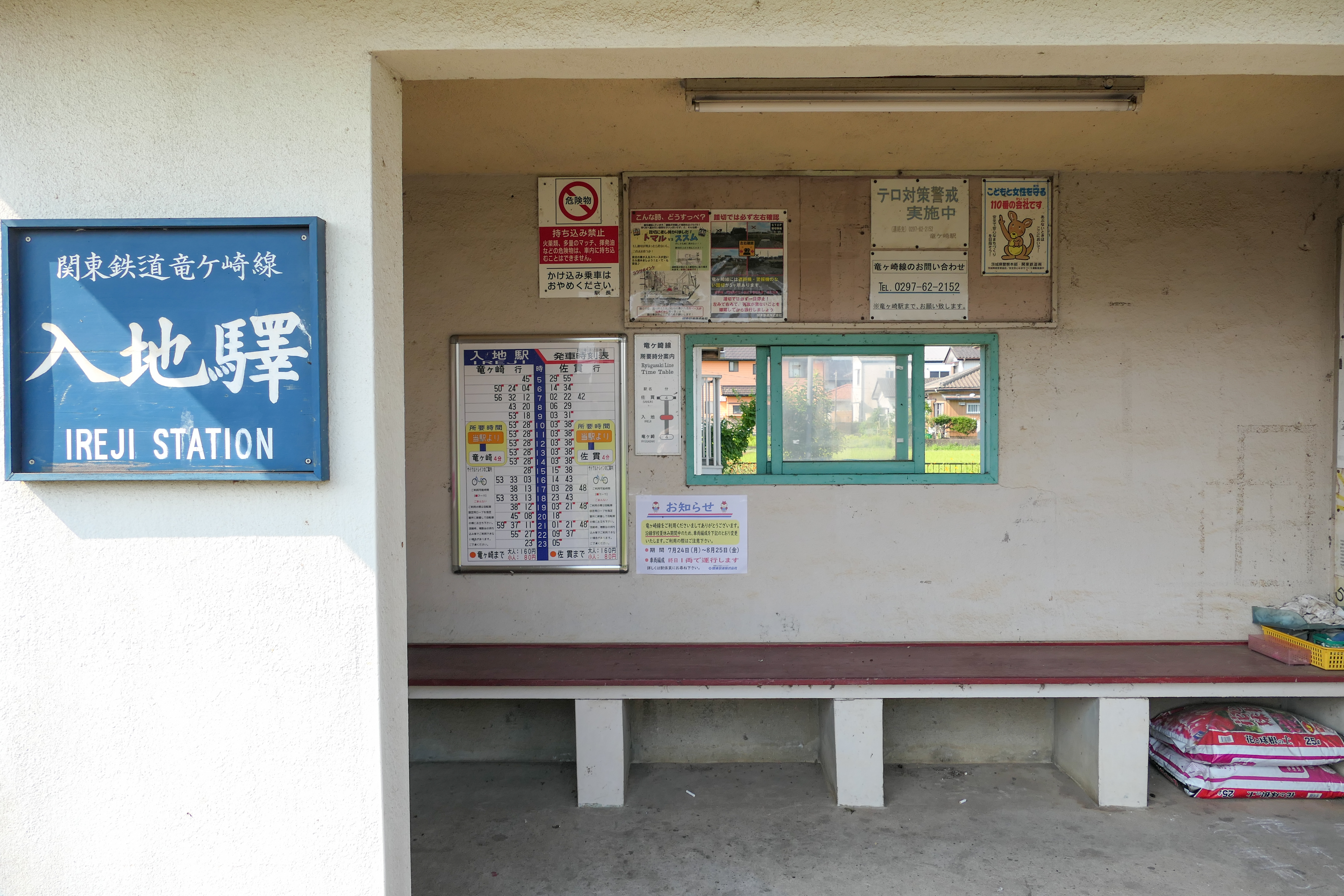
待合室（2023年7月）

### 乗降方式
自動券売機、乗車駅証明書発行機はないので当駅からICカードを使わない乗車の場合は無証明のまま乗車し、下車駅で現金精算となる。
当駅下車の場合も乗務員（運転士）による乗車券の回収は行われず、下車客は出口付近に設置された箱に自分で投入することになっている。唯一の途中駅であり不正乗車の心配はないため、この方式が採用されている。

## 利用状況
| 1日乗降人員推移 | 1日乗降人員推移 |
| 年度            | 1日平均人数     |
| --------------- | --------------- |
| 2011年          | 71              |
| 2012年          | 77              |
| 2013年          | 83              |
| 2014年          | 76              |
| 2015年          | 77              |
| 2016年          | 71              |
| 2017年          | 66              |
| 2018年          | 67              |
| 2019年          | 72              |

## 駅周辺
小さな集落の中に位置する。田園地帯の中にあるが、当駅の周囲は人家が密集（集居集落）する。駅前広場はない。
駅のごく近傍は灯が少なく夜間はかなり暗くなるが、南西へ歩いて約4分の所に幹線道路（茨城県道5号竜ヶ崎潮来線）が通っており、そこには飲食店などがある。
北東へ約500メートルの田園地帯を挟んだ高台に竜ヶ崎ニュータウンの住宅地・平台（ひらだい）が存在するが、同住宅地には龍ケ崎市駅（佐貫駅）方面のバス路線が通っているため当駅はあまり利用されていない。

### 北側（平台方面）
駅北側は線路寄りに約40軒程度建物がある。ほとんどが一戸建ての民家で事業所が数軒ある。それより先は田園地帯が広がる。

### 南側（川原代方面）
駅南側は線路寄りから県道竜ヶ崎潮来線沿いにかけて集落が連続していて北側より建物が多く、佐貫駅方向へ行くほど建物が多くなる。入地、中坪、西道内、芳黄、紅葉内（こうようじ）などの集落である。大抵は一戸建ての民家であるが、一部アパートや飲食店、事業所などがある。
うなぎ料理店も一店存在する。龍ケ崎市のうなぎ料理店はうな丼発祥の地と言い伝えられている牛久沼畔（うなぎ街道）に多く、当駅付近では唯一の存在である。県道の南方には田園地帯が広がる。
また、県道にはバス停があるものの並行路線であるため乗り換えは全く考慮されておらず案内はない。
- 龍ケ崎市立川原代小学校（西道内）
- 龍ケ崎市川原代コミュニティセンター（西道内）
- 関東鉄道「川原代小学校前」バス停留所 - 竜ヶ崎潮来線上（中坪）。
- 川原代八幡神社（西道内）
- 大杉神社（芳黄）

## 隣の駅
関東鉄道
■竜ヶ崎線
佐貫駅 - 入地駅 - 竜ヶ崎駅